# Возок

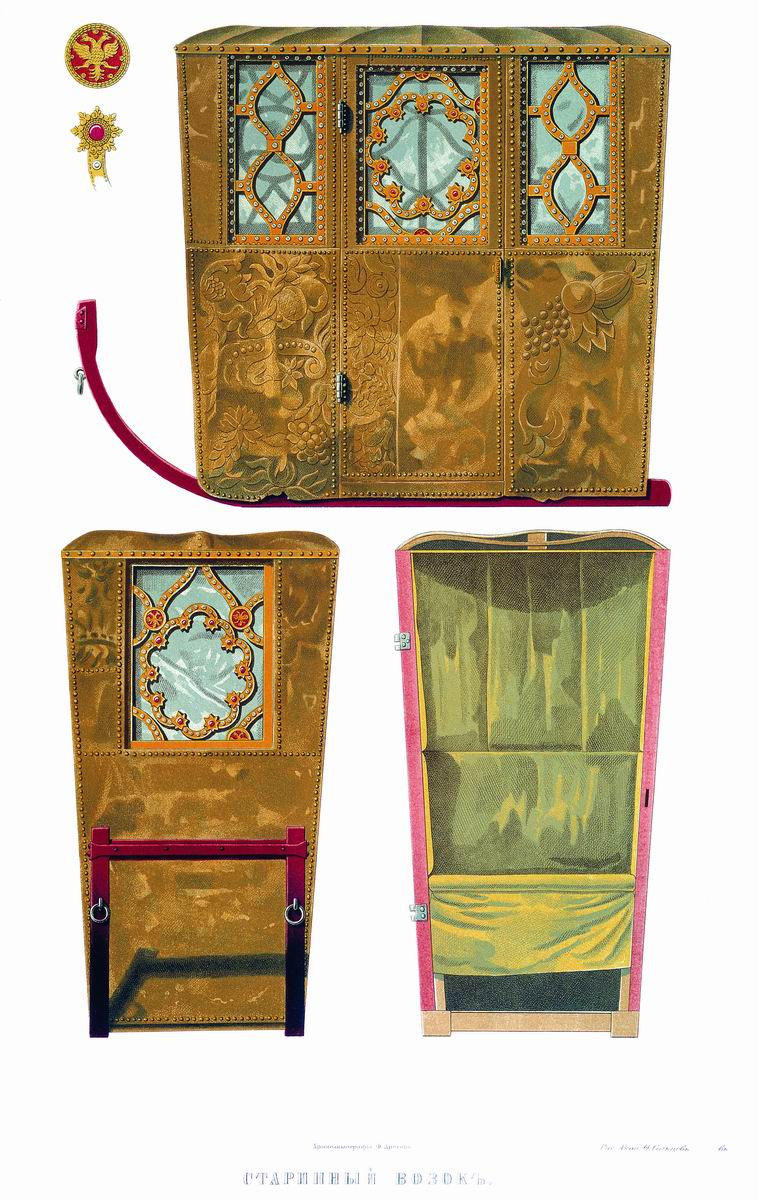
Иллюстрация из книги «Древности Российского государства» (1853)

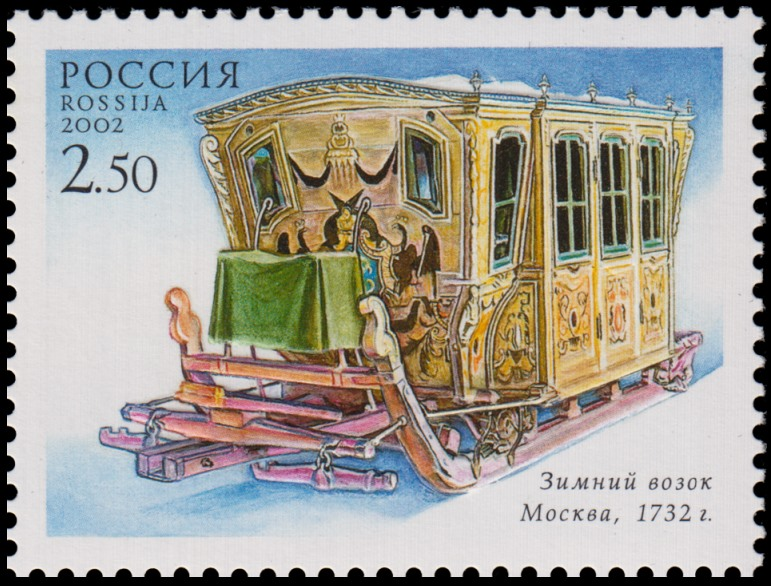
Возок 1732 года российских императриц Анны Иоанновны и Елизаветы Петровны из коллекции Оружейной палаты на почтовой марке России 2002 года

Возо́к — зимняя повозка, крытые сани с дверцами дорожные, зимний крытый экипаж на полозьях, позже карета на полозьях — полозки.
Возки, как правило, были меньше обычных карет, с тщательно заделанными отверстиями, благодаря чему ездить в возке даже в лютый мороз было тепло, а иногда и жарко. Окна делали совсем небольшие, часто узкие, из-за чего в возке было темнее, чем в карете. Возки вышли из употребления в середине XIX века. В разных краях (странах) Руси (России) зимний закрытый возок назывался капта́н (коптан), бау́л, и так далее. В Сибири возок большие, троичные извозничьи обшевни, на кои клали 70 — 80 пудов клади.

## История
Для перемещения (перевозки) кого-либо была придумана крытая дорожная повозка, когда на сани ставили совсем закрытый четырехугольный ящик с дверями, тогда сани, на Руси, получали название возок. В некоторых источниках упоминается присланная английской королевой Елизаветой царю Борису Годунову к 1603 году карета-возок была «поволочена бархатом черевчатым», расписана разными красками.
А по свидетельству прусского путешественника Адама Олеария, в Русском государстве XVII века езда на санях считалась почётнее езды на колёсах. В торжественных случаях сани использовались и летом, особенно духовными лицами.
Сохранилось описание возка, подаренного Борисом Годуновым жениху своей дочери:

Возок 6 лошадей серых, шлеи на них червчатые, у возка железо посеребрено, покрыт лазоревым сафьяном, а в нем обито камкою пестрою; подушки в нем лазоревы и червчаты, а по сторонам писан золотом и разными красками; колеса и дышло крашены.
Некоторые исторические возки, которые употреблялись членами дома Романовых, хранятся в Оружейной палате (прежде в Конюшенном музее). В их числе коронационный возок («зимняя линея») Елизаветы Петровны, который для обогрева оборудован серебряными жаровнями с углем.
В XVIII столетии для путешествия «высоких особ» употреблялась карета, снятая с колёс и поставленная на полозья. 
При большой скорости движения возки нередко опрокидывались, создавая угрозу для здоровья пассажиров. Например, возок, в котором следовал по Сибири в 1851 году губернатор П. П. Аносов со своим адъютантом, наехал на сугроб и опрокинулся набок. Из раскрывшихся дверей Аносов выпал в сугроб, на него упал его адъютант, и оба они были придавлены чемоданами. Под этой тяжестью они пролежали несколько часов, пока из Омска не догадались выслать людей и лошадей для их поисков.
В Союзе ССР для текущего ремонта тракторов, автомобилей и сельско-хозяйственных машин машинно-тракторных станций (МТС) и совхозов организовывались передвижные полевые мастерские, представляющие собой передвижной вагон, автомобиль или возок на конной тяге.

## Галерея

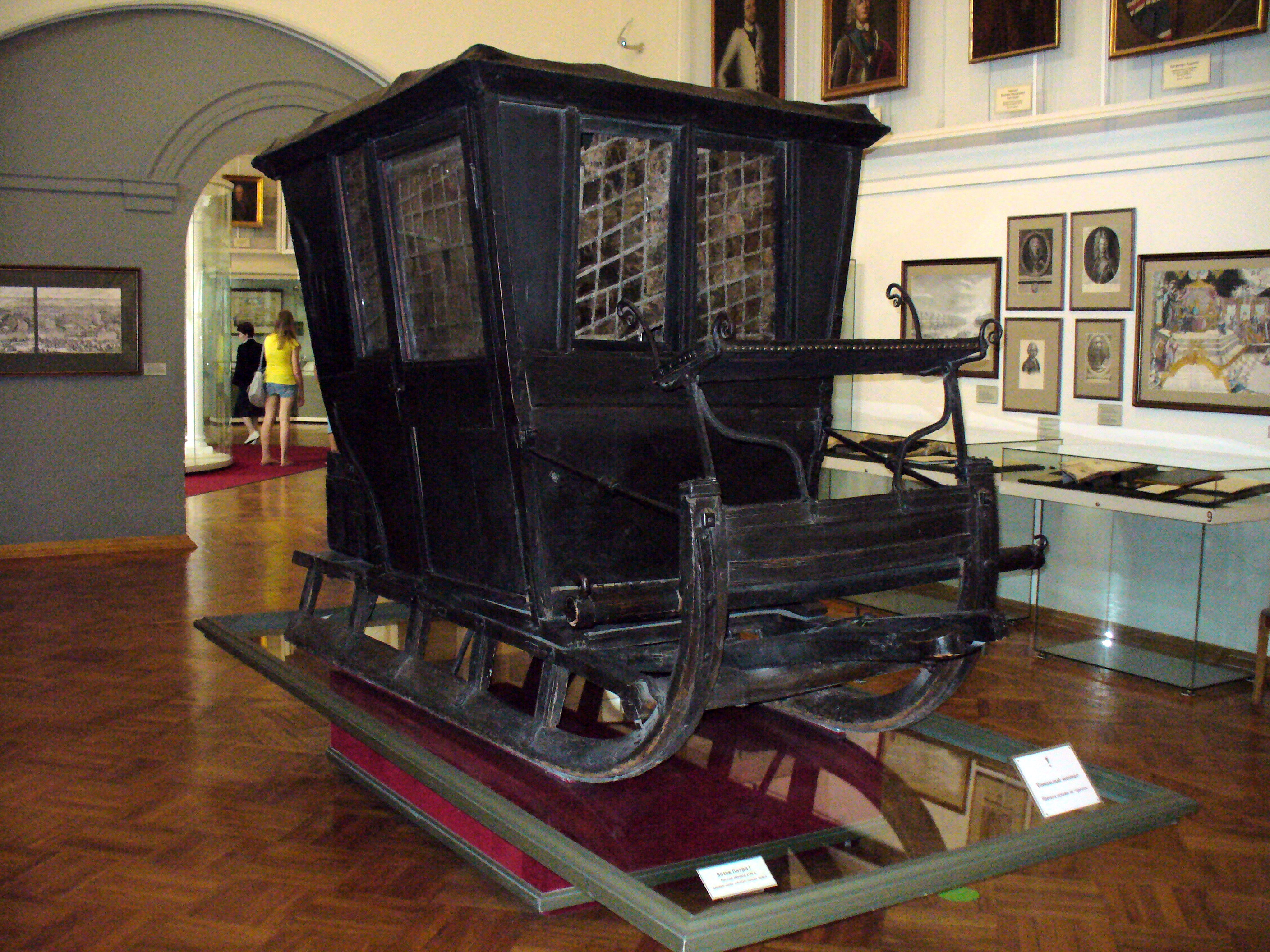
Возок Петра I.
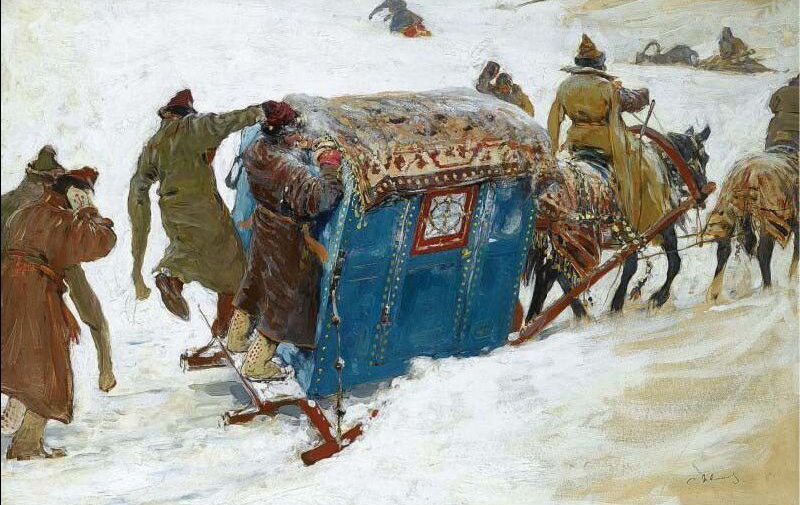
Возок XVII  столетия.